# Yokosuka MXY-7 Ohka
Le Yokosuka MXY-7 Ohka (櫻花, Ōka, « Sakura » (« fleur de cerisier »), 桜花 en orthographe shinjitai moderne) est un engin suicide utilisé par le Japon à la fin de la Seconde Guerre mondiale contre les États-Unis. Il s'agit d'un planeur monoplace conçu pour les opérations kamikaze, bombe volante destiné à remplacer les Mitsubishi A6M. Il pèse au total environ 2 140 kg et est armé d'une ogive de 1 200 kg d'ammonal située à la tête de l'appareil. Les marins américains ont surnommé ces bombes volantes « baka » (du japonais pour stupide (馬鹿)).

## Caractéristiques

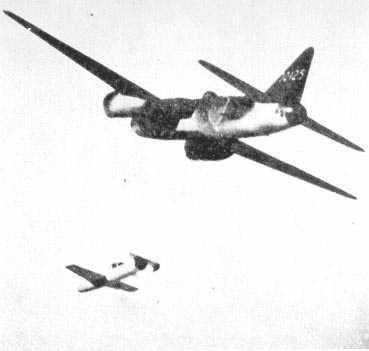
Largage d'un Ohka par un bombardier Mitsubishi G4M1.

L'Ohka, accéléré par des fusées, est plus une torpille qu'un avion et doit être transporté par un bombardier (généralement un Mitsubishi G4M transformé) puis largué. Il est largué à 30 km de son objectif, à 7 000 mètres d'altitude pour atteindre sa cible avec une vitesse finale de 1 000 km/h environ. À la différence d'une torpille ou d'un missile, l'Ohka n'est pas radioguidé, et c'est pourquoi il nécessite d'être dirigé par un pilote ; mais ce type d'engins était parfois plus meurtrier pour les pilotes japonais que pour les marins de l'US Navy. Avec une charge explosive de 1 200 kg, cet avion fusée qui dépassait les 900 km/h souffrait en effet d'un manque de maniabilité qui limitait son efficacité.

### Type 11
L'Ohka Type 11 est le seul qui ait été opérationnel. Les autres types en sont restés à l'état de prototypes.

## Mise en service
Le premier prototype (MXY-8) connut de nombreux contretemps et la première mise en service date de mars 1945.
Le 21 mars 1945, la première attaque était composée de 16 bombardiers Mitsubishi G4M Betty escortés par 55 Mitsubishi A6M Zero dont la moitié durent faire demi-tour à cause de défaillances mécaniques. Ce premier assaut visait la Task Force 38 mais l'escorte, trop légère, ne protégea pas suffisamment le raid, qui fut entièrement anéanti par 50 F6F Hellcat venus l'intercepter. Cette attaque fut filmée par les ciné-mitrailleuses des assaillants qui montrèrent nettement les Ohka encore accrochés aux Betty. 160 personnes périrent, aucun navire américain ne fut touché (l'interception eut lieu à 113 km du convoi américain).
Le 1er avril 1945, six Betty attaquèrent la flotte américaine à Okinawa. Au moins un Ohka toucha une cible, un canon de 406 mm de l'USS West Virginia, causant au navire des dommages modérés. L'USS Alpine, l'USS Achernar furent également endommagés par des attaques kamikazes, sans qu'il soit possible de dire s'ils avaient été touchés par des Ohka. Aucun bombardier Betty ne survécut à l'attaque.
Le 12 avril 1945, neuf Betty attaquèrent la flotte américaine à Okinawa. L'USS Mannert L. Abele fut touché et se fendit en deux avant de sombrer avec 73 marins. L'USS Jeffers détruisit un Ohka grâce à ses canons anti-aériens à 45 mètres de distance mais l'explosion de l'avion resta suffisamment puissante pour causer d'importants dégâts au navire qui se retrouva contraint de se retirer de la bataille. L'USS Stanly fut attaqué par deux Ohka. Il fut sérieusement endommagé mais ne déplora que trois blessés. Un seul Betty rentra à sa base.
Le 14 avril 1945, sept Betty attaquèrent la flotte américaine à Okinawa. Aucun Betty ne rentra et aucun Ohka ne fut lancé.
Le 16 avril 1945, six Betty attaquèrent la flotte américaine à Okinawa. Deux Betty rentrèrent mais aucun Ohka ne causa de dommages.
Le 28 avril 1945, quatre Betty attaquèrent la flotte américaine à Okinawa de nuit. Un seul Betty rentra et aucun Ohka ne causa de dommages.
Le 4 mai 1945, sept Betty attaquèrent la flotte américaine à Okinawa. Le chasseur de mines USS Shea fut touché par un Ohka. Il fut sérieusement endommagé et on déplora 35 morts et 91 blessés. Le chasseur de mines USS Gayety fut lui légèrement touché par l'explosion d'un Ohka juste à côté de lui et ne compta que trois blessés. Un seul Betty rentra.
Le 11 mai 1945, quatre Betty attaquèrent la flotte américaine à Okinawa. Le destroyer USS Hugh W. Hadley fut harcelé par les japonais. Il abattit 23 avions (un record en une seule bataille), mais lors de la dernière vague de dix, il fut touché par un Ohka, deux autres kamikazes et une bombe. Il fut tellement endommagé qu'il ne sera pas remis en service et déplora 30 morts et 68 blessés.
Le 25 mai 1945, onze Betty attaquèrent la flotte américaine à Okinawa, mais le mauvais temps obligea la plupart à rebrousser chemin. Aucun dommage ne fut enregistré.
Le 22 juin 1945, six Betty attaquèrent la flotte américaine. Deux Betty rentrèrent mais aucun Ohka ne causa de dommages.

## Bilan
55 pilotes d'Ohka furent tués mais aussi 365 membres d'équipage des Betty, sans compter les membres des escortes. 
Un destroyer fut coulé tandis que deux destroyers et trois chasseurs de mines furent endommagés, tuant au total plus de 130 marins et en blessant plus de 160.
Les analyses américaines juste après-guerre concluent à un impact négligeable, avec aucun navire d'importance touché à la suite des très efficaces mesures défensives mises en place, notamment l'interception des avions porteurs.

## Autres versions

Yokosuka Ohka Type 22.

Seule la version Type 11 a volé en 1945 mais d'autres prototypes ont failli être mis en service.

### Versions non opérationnelles
- Ohka Type 21 : Fusée d'attaque suicide. Ailes en acier (1 exemplaire) ;
- Ohka Type 22 : Jet d'attaque suicide (5 exemplaires) ;
- Ohka Type 33 : Jet d'attaque suicide ;
- Ohka Type 43A Ko : Jet d'attaque suicide. Lancé d'un sous-marin ;
- Ohka Type 43B Otsu : Jet d'attaque suicide. Lancé de l'intérieur d'une grotte ;
- Ohka Type 53 : Jet d'attaque suicide. Décollage assisté par câble.

### Versions d'essai
- Ohka K-1
- Ohka K-1 Kai : version entrainement biplace (2 exemplaires construits)

### Films documentaires
- (en) Kamikaze, de Peter Nicholson, diffusé en 2007 sur France 5 (version française).
- Les kamikazes de l'empereur, 1er épisode de la 2e saison de la série Les ailes de la guerre (en) sur Planète+.